# Lamut
Lamut é um município de  quarta classe de renda municipal (d) na província Ifugao, nas Filipinas. De acordo com o censo de 1 de maio  de  2020 possui uma população de 26 235 pessoas e 6 224 domicílios.